# کامران دیبا
کامران طباطبایی دیبا (زاده ۱۴ اسفند ۱۳۱۵) نقاش، شهرساز و معمار مدرنیست ایرانی است. از آثار او می‌توان به موزه هنرهای معاصر تهران، فرهنگ‌سرای نیاوران و فرهنگسرای دانشجو، پارک شفق، دفتر مخصوص شهبانو فرح پهلوی و منزل مسکونی پرویز تناولی در تهران اشاره کرد.

## زندگی و تحصیلات

### خانواده
خاندان طباطبایی‌ها از خانواده‌های درباری ایران از دوره قاجاریان بودند. پدر او «اسفندیار دیبا» دندانپزشک بود. مادر او دلبستگی بسیاری به معماری و طراحی داخلی داشت. کامران دیبا، پسر عموی فرح پهلوی آخرین ملکهٔ ایران است.

### تحصیل
وی در سال ۱۳۳۵ تحصیل در رشته معماری در دانشگاه هاوارد در شهر واشینگتن، دی.سی. را آغاز کرد. وی در زمان تحصیل، با مراجعه به کتابخانه کنگره آمریکا، به دانش خود در زمینه‌های فلسفه و روان‌شناسی افزود. در سال ۱۳۴۳ دانش‌آموخته این رشته شد و پس از آن به مدت یک سال تحصیلات تکمیلی را در رشته جامعه‌شناسی ادامه داد.

### بازگشت به ایران

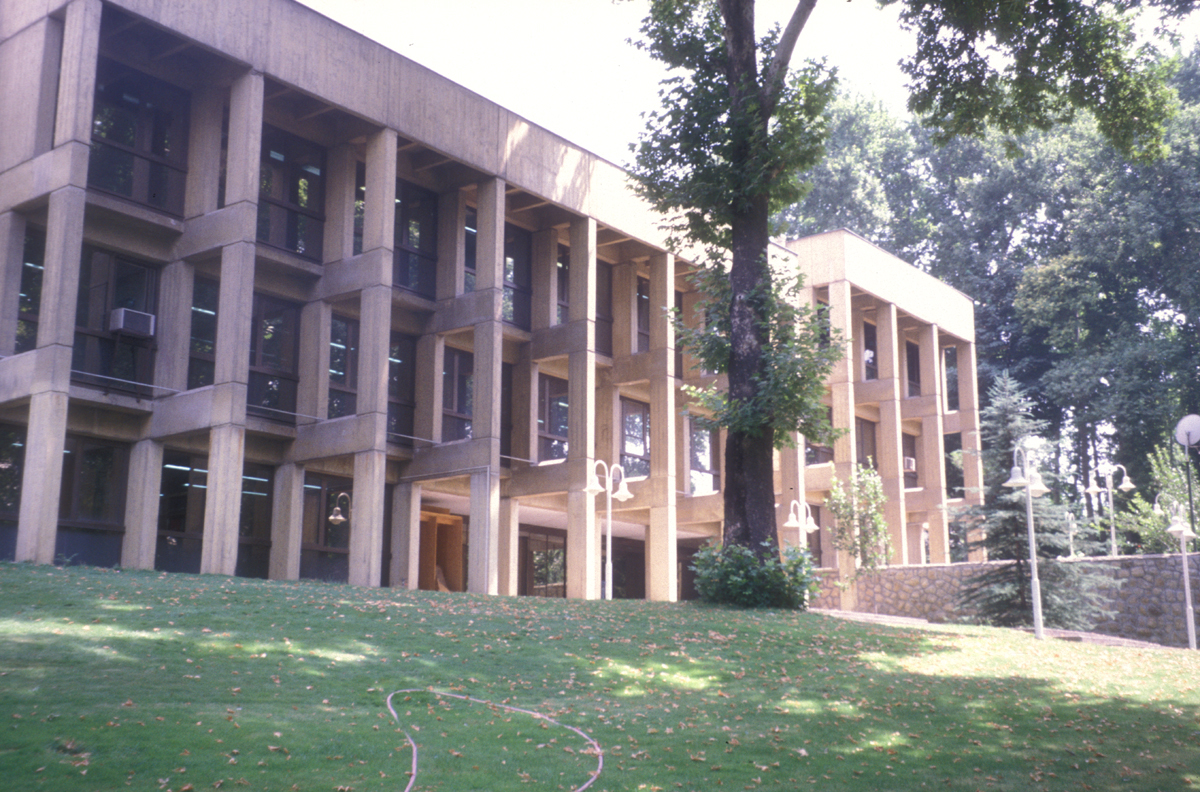
نمایی بیرونی از دفتر مخصوص شهبانو فرح پهلوی در نیاوران، تهران که توسط کامران دیبا، طراحی و ساخته‌شد.

در سال ۱۳۴۵ به تهران بازگشت اما برخلاف تصور اولیه، محیط فرهنگی ایران را برای تفکرات و ایده‌های نوگرای خود مناسب نمی‌بیند:
«وقتی رسیدم تهران با یک محیط بسته روبه رو شدم، یک جامعه سنتی جاافتاده و بلکه از بعضی جهات عقب افتاده».
حتی ارتباط نزدیک خویشاوندی با دخترعمویش (فرح پهلوی) نیز راه‌گشای تحقق ایده‌های او در جامعه آن دوران ایران نبود.
او یک سال بعد، رئیس و طراح ارشد شرکت مهندسین مشاور «DAZ» شد. «DAZ» در ایران پروژه‌های بزرگ و گوناگونی به انجام رسانید و به سرعت توسعه یافت به طوری که در سال ۱۹۷۷، صد و پنجاه پرسنل داشت.
دیبا در ایران صرفاً در بخش دولتی فعالیت می‌کرد. وی به سنت‌های بومی و هم چنین نیازهای جامعه شهری مدرن و اثر متقابل انسان علاقه‌مند بود.

## آثار

نمایی از فرهنگسرای دانشجو و پارک شفق.

### پیش ازانقلاب ۱۳۵۷

#### پارک شفق
نخستین کار وی معماری پارک شفق در محله یوسف‌آباد تهران بود. به بیانی، فرهنگسرای شفق، نخستین فرهنگسرای ایران است؛ زیرا نخستین باری بود که مجموعه‌ای با امکان انجام چند فعالیت فرهنگی، در کنار یکدیگر قرار می‌گرفتند.
طراحی مسیرهای این پارک به گونه‌ای است که ادامه مسیرهای پیاده‌رو از کوچه‌های اطراف آن است؛ بنابراین، افراد پیاده در هنگام تردد، از میان آن عبور می‌کنند. گودی که امروزه در آن وسایل بازی کودکان است، تا پیش از ساخت بوستان، گودال دفع زباله بوده است. همچنین پایه پل‌های این پارک بر اساس معماری پل‌های اصفهان و نرده راهروهای روی این پل‌ها بر اساس نرده‌های جایگاه سالن تئاتر ساخته شدند.

#### موزه هنرهای معاصر تهران

نمای کلی موزه هنرهای معاصر تهران در گوشه غربی پارک فرح (بوستان لاله کنونی) در سال‌های نخست گشایش

موزه هنرهای معاصر تهران در ضلع باختری بوستان لاله تهران قرار دارد. بخشی از هزینه ساخت ساختمان و خرید آثار بین‌المللی این موزه، مستقیماً از سوی شرکت ملی نفت ایران تأمین شده است. هدف دیبا از ساخت این موزه را «جمع‌آوری هنر زمان و در دسترس عموم قرار دادن» آن می‌داند. ابعاد این موزه (با مساحت تقریبی ۲۰۰۰ مترمربع) برای جمع‌آوری آثار هنری در ایران، طراحی شده است. معماری این بنا، بازتاب ایده‌های روشنفکری و هنری آن دوران، یعنی تلاش برای ایجاد دوستی میان سنت و نوگرایی و همچنین معماری ایرانی و غربی است. سقف‌های نیم هلالی موزه یادآور بادگیرهای سنتی ایران است. وی مؤسس و نخستین مدیر موزه بود. کریم امامی، مهدی کوثر و داریوش مهرجویی اعضای هیئت مدیره موزه هنرهای معاصر تهران بودند.
گالری‌های این مجموعه، گرد محور یک فضای مرکزی مانند موزه گوگنهایم نیویورک بر روی یکدیگر قرار گرفته‌اند. دلیل پایان یافتن راهروی گالری به زیرزمین ساختمان در این است که انتهای راهروی این زیرزمین به فضای داخلی بوستان لاله ادامه پیدا می‌کند.
حوض آب طولانی کنار گالری، اشاره به وجود حوض آب در خانه‌های ایرانی دارد. همچنین این حوض بی آنکه مانع دیداری ایجاد کند، مانع از ورود افراد به ساختمان می‌شود. حوض روغن وسط گالری (ساخت هنرمند نوریوکی هاراگوچی) نیز نشانی از حوض آب در وسط خانه‌های ایرانی است. مجموعه آثار موجود در این گالری، یکی از نفیس‌ترین مجموعه‌های هنری هنر نوگرا و هنر معاصر جهان در خارج از اروپا و آمریکای شمالی است.
باغِ موزه، بر اساس ویژگی‌های باغ ایرانی ساخته شده و در آن مجسمه‌هایی از هنرمندان شناخته شده سده بیستم میلادی (مانند رنه ماگریت، آرنالدو پومودورو، ادوآردو چیلیدا، هنری مور، ماکس ارنست، ماکس بیل، آلبرتو جاکومتی و پرویز تناولی) به چشم می‌خورند. دیبا در یک مصاحبه زنده با صادق رشیدی فرد به روند طراحی معماری موزه و همچنین نحوه خرید آثار پرداخته است.

#### فرهنگ‌سرای نیاوران
ساخت فرهنگ‌سرای نیاوران همزمان با ساخت موزه هنرهای معاصر تهران انجام شد. این دو اثر، فرم و کاربر زیادی با یکدیگر دارند. پس از انقلاب ۱۳۵۷ ایران، بدون موافقت کامران دیبا، تغییراتی در ساختمان این فرهنگ‌سرا ایجاد شد.
این بنا از لحاظ اقلیم در موقعیت معتدل کوهستانی است و به علت وجود بادهای شمالی، معماری فرهنگسرا به صورت شرق و غرب طراحی شده است.
نورگیری این بنا از چهار طرف صورت می‌گیرد. گرچه ساختمان فرهنگسرای نیاوران به صورت قسمتهای مجزا طراحی شده و بعد در کنار هم قرار گرفته اما با بدعت‌های خاص طراح ارتباطی صحیح و جستجوگر میان دو ساختمان به‌وجود آمده است.
ساختمان این بنا با بتن مسلح اجرا شده است. طراح با ترکیبی میان بافت (بتن مسلح با افزودن پودر سنگ زرد و سبز)، فرم (سازه هندسی)، و نسبت توانسته ساختار جدی از معماری سنتی و مدرن خلق نماید.
سردر ورودی این بنا به صورت متقارن ایجاد شده به عنوان پیش ورودی برای سبه در اصلی فرهنگسرا، این سردر برگرفته از ساختار هشتی در معماری سنتی است. حیاط مرکزی، رواق ساختمان و نور گیر منحنی دار یکی دیگر از نمودهای سنتی است که در این بنا استفاده شده است، این قسمت دارای آب‌نما و باغچه است و درهای اصلی ساختمان به آن باز می‌شود.

#### مسجد موزه فرش ایران
مسجد موزه فرش ایران یکی از شاخص‌ترین نمونه‌های مینیمالیسم و پیوند میان سنت و نوگرایی است.

#### مسجد دانشگاه جندی‌شاپور

مسجد دانشگاه جندی‌شاپور (دانشگاه شهید چمران اهواز کنونی)

طراحی مسجد دانشگاه جندی‌شاپور (که پس از انقلاب نام آن به «دانشگاه شهید چمران اهواز» تغییر یافت) نیز به عهده کامران دیبا بوده است.

#### شهر جدید شوشتر
پروژه نیمه‌تمام «شهر جدید شوشتر» (۱۳۵۳–۱۳۵۹) در نزدیکی شهر قدیمی شوشتر در استان خوزستان که وی معمار و برنامه‌ریز آن بود بیش‌ترین موفقیت خود را مرهون الگوهای ساختاری و گونه‌های ساختمانی سنتی-اسلامی است که دیبا مورد استفاده قرار داده است. وی این شیوه را جایگزین طراحی بر اساس الگوهای غربی (که مورد حمایت افراد با نفوذ و سردمداران بود) نمود. این شهر با تراکم افقی و ظرفیت جمعیتی بیش بر ۳۰٬۰۰۰ نفر برای طبقه کارگر در راستای یک شاهراه اصلی ارتباطی طراحی شد. چهارراه‌ها، میدان‌های عمومی و محله‌های کوچک در اطراف آن شکل می‌گرفتند و وجود باغ‌ها و بازارها زندگی اجتماعی را تقویت می‌کرد.
به خاطر بهره‌گیری از معماری اسلامی، در سال ۱۳۶۵ جایزه معماری آقاخان به کامران دیبا تعلق گرفت. در نمایشگاه آثار معماری و شهرسازی قرن بیستم، که به مناسبت فرارسیدن سال ۲۰۰۰ میلادی در لس‌آنجلس برگزار شد به عنوان طرح برگزیده در مجموعه آثار معماری و شهرسازی جهان به نمایش گذاشته شد.
دیبا یک روز پس از ثبت شدن شوشتر نو در میراث فرهنگی ایران، در یک مصاحبه زنده به ابعاد مختلف طراحی پروژه و پاسخ به انتقادات مختلف در این خصوص پرداخت. او به دلیل وجود کوچه‌ها و معابر تنگ در طراحی این پروژه و همچنین عدم ورود خودرو در لایه‌های درونی شهر را پاسخ گفت.

### پس ازانقلاب

نمای درونی از موزه هنرهای معاصر تهران

در تابستان ۱۳۵۷ همزمان با اوج‌گیری اعتراضات انقلابی و توقف پروژه‌های عمرانی در ایران، کامران دیبا تصمیم گرفت که برای مدتی از ایران خارج شود. اما این مسافرت کوتاه مدت به ترک همیشگی ایران و زندگی در اسپانیا و فرانسه انجامید. وی تاکنون به ایران بازنگشته است.
پروژه‌های خارج از ایران وی شامل طرح‌های خانه‌سازی در ایالت ویرجینیا و طرح توسعه هتل‌ها در اسپانیا ست.
وی در سال ۱۳۵۶ به عنوان منتقد با «دانشگاه کرنل» همکاری کرد.
دیبا به عنوان مشاور و برنامه‌ریز شهری در وزارت مسکن و توسعه شهری ایران خدمت کرد. هم چنین دفتر وی طرح جامعی برای برخی شهرها ارائه داد که از جمله آنها خرمشهر بندری مهم در خلیج فارس است. جایی که وی با طراح یونانی A.Doxias که در بخش خصوصی فعالیت می‌کرد همکاری کرد.
دیبا به عنوان یک نقاش چندین نمایشگاه انفرادی در ایران برپا کرد. وی هم چنین گردآورنده و واسطه فروش آثار نقاشی معاصر غرب بود.

## جوایز
- جایزه معماری آقاخان

شهر جدید شوشتر یکی از پروژه‌های شاخص شهرسازی مدرن در ایران در دوران پهلوی دوم است که در چرخهٔ ۱۳۶۵–۱۳۶۳ (۱۹۸۴–۱۹۸۶) جایزه معماری آقاخان برندهٔ جایزه شد.
این پروژه توسط دفتر مهندسان مشاور داض (DAZ) به سرپرستی کامران دیبا طراحی شد و در سال ۱۳۵۶ (۱۹۷۷ میلادی) به بهره‌برداری رسید. هدف از طراحی این شهر، اسکان کارکنان شرکت نیشکر کارون در قالب یک شهرک برنامه‌ریزی‌شده بود که شامل مسکن ردیفی، مراکز خدماتی، فرهنگی، آموزشی و زیربنایی نیز می‌شد.
برنامه‌ریزی پروژه به شکل محدوده پیاده و شامل بازار، مسجد، مدرسه، مرکز فرهنگی و اجتماعی، ایستگاه اتوبوس خارج سایت و پلی برای اتصال به شهر قدیم شوشتر در آن‌سوی رودخانه بود. طراحی آن با رجعت از الگوهای قدیمی و ساختار فضایی سنتی انجام شد.
با گذشت زمان و بهره‌برداری از طرح این منطقه به دلیل معایب طراحی با مشکلات متعددی مانند فرسایش زیرساخت، بیکاری، ضعف خدمات شهری و گسترش آسیب‌های اجتماعی مواجه شد.
بر اساس گزارش‌های شهرسازی و رسانه‌ای، شوشتر نو اکنون از جمله مناطق حاشیه‌ای و بزه‌خیز استان خوزستان محسوب می‌شوند و که سال‌ها است ساکنان آن از شهرسازی بد و کمبود خدمات شهری گلایه دارند.